# Войково (Первомайский район)
Во́йково  (до 1945 года Айба́р; укр. Войкове, крымскотат. Aybar, Айбар) — село в Первомайском районе Республики Крым, центр Войковского сельского поселения (согласно административно-территориальному делению Украины — Войковского сельского совета Автономной Республики Крым).

## Население
| 2001 | 2014  |
| ---- | ----- |
| 1889 | ↘1694 |

### Динамика численности
| - 1806 год — 131 чел. - 1849 год — 100 чел. - 1864 год — 19 чел. - 1892 год — 13 чел. - 1900 год — 126 чел. - 1915 год — 160/73 чел. - 1926 год — 147 чел. | - 1939 год — 293 чел. - 1974 год — 1526 чел. - 1989 год — 1715 чел. - 2001 год — 1889 чел. - 2009 год — 1503 чел. - 2014 год — 1694 чел. |

## Современное состояние
На 2016 год в Войково числится 15 улиц и 1 переулок; на 2009 год, по данным сельсовета, село занимало площадь 219,7 гектара, на которой в 491 дворе проживало более 1,5 тысяч человек. В селе действуют средняя общеобразовательная школа, детский сад «Вишенка», Дом культуры, сельская библиотека-филиал № 4, отделение почты, амбулатория общей практики — семейной медицины, аптека № 120, церковь Покрова Пресвятой Богородицы. Войково связано автобусным сообщением с райцентром, городами Крыма и соседними населёнными пунктами.

## География
Войково — большое село в центре района, в центральной части степного Крыма, в верховье балки Чатырлык, высота центра села над уровнем моря — 44 м. Ближайшие сёла — Дмитровка в 1,5 км на запад и Черново в 3,5 км на восток. Расстояние до райцентра — около 26 километров (по шоссе), ближайшая железнодорожная станция — Урожайная на линии Солёное Озеро — Севастополь — примерно 40 километров. Транспортное сообщение осуществляется по региональной автодороге 35К-001 Красноперекопск — Симферополь (по украинской классификации — Н-05).

## История
Первое документальное упоминание села встречается в Камеральном Описании Крыма… 1784 года, судя по которому, в последний период Крымского ханства Айбар входил в Караул кадылык Перекопского каймаканства. После присоединения Крыма к России (8) 19 апреля 1783 года, (8) 19 февраля 1784 года, именным указом Екатерины II сенату, на территории бывшего Крымского Ханства была образована Таврическая область и деревня была приписана к Перекопскому уезду. Упоминается в ордере князя Потёмкина от 14 марта 1787 года об организации путешествия Екатерины II в Тавриду, где одним из пунктов остановки обозначен Айбар, видимо, для смены лошадей и, как станция Ай-бар, под 1793 годом, в труде Петра Палласа «Наблюдения, сделанные во время путешествия по южным наместничествам Русского государства». После Павловских реформ, с 1796 по 1802 год, входила в Акмечетский уезд Новороссийской губернии. По новому административному делению, после создания 8 (20) октября 1802 года Таврической губернии, Айбары были включены в состав Кучук-Кабачской волости Перекопского уезда.
По Ведомости о всех селениях в Перекопском уезде состоящих с показанием в которой волости сколько числом дворов и душ… от 21 октября 1805 года, в деревне Айбар числилось 14 дворов, 106 крымских татар, 23 крымских цыгана и 2 российских. На военно-топографической карте 1817 года генерал-майора Мухина деревня Айбар обозначена с 15 дворами. После реформы волостного деления 1829 года Айбар, согласно «Ведомости о казённых волостях Таврической губернии 1829 года» отнесли к Агъярской волости (переименованной из Кучук-Кабачской). На карте 1836 года в деревне 30 дворов, как и на карте 1842 года. Согласно Военно-статистическому обозрению Российской Империи 1849 года Айбар, относился к крупнейшим деревням Перекопского уезда с населением 100 человек. Франц Мартынович Домбровский в 1850 году отмечал при станции трактир и в станционном доме приличные комнаты для проезжающих. Особо советовал побывать в саду образцового имения Кузьмина напротив станции. Тот сад площадью 10 десятин включам более 4 тысяч садовых и лесных деревьев, виноградник и небольшой парк. Тем же Н. И. Кузьминым в имении в селе была построена и освящена в 1861 году каменная церковь во имя семи священномучеников Херсонских. Прихожане — жители окрестных имений, на 1872 год 76 мужчин и 67 женщин.
В 1860-х годах, после земской реформы Александра II, деревню определили центром Айбарской волости. В «Списке населённых мест Таврической губернии по сведениям 1864 года», составленном по результатам VIII ревизии 1864 года, Айбар — владельческая русско-татарская деревня с 5 дворами, 19 жителями и мечетью при балке Карауле. Там же записана расположенная в полуверсте севернее одноимённая почтовая станция также с 5 дворами и 19 жителями при колодцах. По обследованиям профессора А. Н. Козловского начала 1860-х годов, вода в колодцах деревни была пресная, а их глубина составляла 10—15 саженей (21—32 м). На трёхверстовой карте Шуберта 1865—1876 года в деревне Айбар обозначено 11 дворов). Согласно «Памятной книжке Таврической губернии за 1867 год», деревня Айбары была покинута жителями, ввиду эмиграции крымских татар, особенно массовой после Крымской войны 1853—1856 годов, в Турцию и остаётся в развалинах и до 1890-х в доступных документах не упоминается.
После земской реформы 1890 года деревню отнесли к Александровской волости. Согласно «…Памятной книжке Таврической губернии на 1892 год», на возрождённом хуторе Айбары, не входившем ни в одно сельское общество, числилось 13 жителей в 2 домохозяйствах. По «…Памятной книжке Таврической губернии на 1900 год» в деревне уже числилось 126 жителей в 18 дворах. На 1914 год в селении действовали почтово-телеграфное отделение, церковь. По Статистическому справочнику Таврической губернии. Ч.II-я. Статистический очерк, выпуск пятый Перекопский уезд, 1915 год, в селе Айбары Александровской волости Перекопского уезда числилось 19 дворов (все дворы безземельные) с русским населением в количестве 160 человек приписных жителей и 73 — «посторонних», из которых 117 мужчин и 116 женщин. Жители землёй не владели, в хозяйствах имелось 105 лошадей, 24 вола, 39 коров и 23 головы мелкого скота. На 1917 год в селении действовало почтово-телеграфное отделение.
После установления в Крыму Советской власти и учреждения 18 октября 1921 года Крымской АССР, в Джанкойском уезде был образован Курманский район, в состав которого включили село. В 1922 году уезды получили название округов. 11 октября 1923 года, согласно постановлению ВЦИК, в административное деление Крымской АССР были внесены изменения, в результате которых был ликвидирован Курманский район и село включили в состав Джанкойского. Согласно Списку населённых пунктов Крымской АССР по Всесоюзной переписи 17 декабря 1926 года, в селе Айбары Акчоринского (русского) сельсовета Джанкойского района, числилось 35 дворов, из них 31 крестьянский, население составляло 147 человек. В национальном отношении учтено: 85 украинцев, 40 русских, 11 немцев, 6 евреев, 3 грека, действовала русская школа. Постановлением ВЦИК РСФСР от 30 октября 1930 года был создан Фрайдорфский еврейский национальный район (переименованный указом Президиума Верховного Совета РСФСР № 621/6 от 14 декабря 1944 года в Новосёловский) (по другим данным 15 сентября 1931 года) и село включили в его состав, а после разукрупнения в 1935-м и образования также еврейского национального Лариндорфского (с 1944 — Первомайский), село переподчинили новому району. Видимо, в это же время село стало центром сельсовета (в коем состоянии пребывает всю дальнейшую историю). По данным всесоюзной переписи населения 1939 года в селе проживало 292 человек.
В годы Великой Отечественной войны на фронтах сражались 47 жителей села, 14 из них награждены орденами и медалями, 25 погибли. В их честь в селе установлен памятный знак.
Указом Президиума Верховного Совета РСФСР от 21 августа 1945 года Айбар был переименован в Войково и Айбарский сельсовет — в Войковский. С 25 июня 1946 года Войково в Крымской области РСФСР, а 26 апреля 1954 года Крымская область была передана из состава РСФСР в состав УССР. Указом Президиума Верховного Совета УССР «Об укрупнении сельских районов Крымской области», от 30 декабря 1962 года был упразднён Первомайский район и село присоединили к Красноперекопскому. 8 декабря 1966 года был восстановлен Первомайский район и село вернули в его состав. По данным переписи 1989 года в селе проживало 1715 человек. С 12 февраля 1991 года село в восстановленной Крымской АССР, 26 февраля 1992 года переименованной в Автономную Республику Крым. С 21 марта 2014 года — аннексировано Россией.
12 мая 2016 года парламент Украины, не признающий российскую аннексию, принял постановление о переименовании села в Айбар (укр. Айбар), в соответствии с законами о декоммунизации, однако данное решение не вступает в силу до «возвращения Крыма под общую юрисдикцию Украины».